# Reformal.ru
Reformal.ru (Реформал.ру) — интернет-сервис для возможности оставить на нём свой отзыв о качестве работы каких-либо интернет-проектов, интернет-магазинов, программного обеспечения. Reformal.ru — система обратной связи с коллективным обсуждением улучшения веб-проектов. Проект полностью написан на PHP. В качестве базы данных используется СУБД MySQL и всё это работает на серверах под OS Linux..

## Принцип работы
На сайте (любом) размещается виджет сервиса «Реформал.ру» и все посетители, которые хотят оставить отзыв о сайте или предложение по его улучшению отправляются на сайт «Реформал.ру».
На сайте «Реформал.ру» каждый пользователь может рассказать о своей идее по улучшению (дополнению) того или иного Интернет-проекта. Более того, каждый пользователь сервиса может просматривать идеи других пользователей, голосовать за понравившиеся идеи и комментировать их. Самые рейтинговые идеи занимают верхние позиции списка идей. Есть поиск по уже поданным идеям. Сами виджеты настраиваются пользователями сайтов индивидуально. Также можно размещать реформальный проект на своем домене, оставлять идеи и делать комментарии прямо в виджете, не покидая сайт, объединять несколько идей в одну, подстраивать вид проекта и виджета под стилистику сайта и наблюдать за изменениями в реальном времени..
Присутствует разделение отзывов на категории: «Идеи», «Ошибки», «Вопросы» и «Благодарности»..
Также возможно создание и реализация собственных вариантов форм и виджетов, их функциональности и дизайна. Интеграция Реформал.ру с сайтами осуществляется через API.
У проекта есть международная версия под названием Idea Informer, которая поддерживает локализации на разных языках: английскую, немецкую, французскую, голландскую, итальянскую, польскую и датскую..
8 июня 2011 года на сайте было зарегистрировано 37805 проектов